# Torneiros (Allariz)
Torneiros (llamada oficialmente San Miguel de Torneiros) es una parroquia y un lugar español del municipio de Allariz, en la provincia de Orense, Galicia.

## Organización territorial
La parroquia está formada por cinco entidades de población:
- Outeiro de Torneiros
- Paradiñas
- Penaflor (Peñaflor)
- San Miguel
- Torneiros

## Demografía

### Parroquia
| Gráfica de evolución demográfica de Torneiros (parroquia) entre 2000 y 2022 |
|                                                                             |
| Datos según el nomenclátor publicado por el INE.                            |

### Lugar
| Gráfica de evolución demográfica de Torneiros (lugar) entre 2000 y 2022 |
|                                                                         |
| Datos según el nomenclátor publicado por el INE.                        |